# 克卜勒太空望遠鏡
克卜勒任務（英語：Kepler Mission）是美國國家航空暨太空總署設計來發現環繞著其他恆星之類地行星的太空望遠鏡。使用NASA發展的太空光度計，歷經九年多的時間，在繞行太陽的軌道上，觀測10萬顆恆星的光度，檢測是否有行星凌星的現象（以凌日的方法檢測行星）。為了紀念德國天文學家克卜勒，這個任務被命名為克卜勒任務。
克卜勒是NASA低成本的發現計畫聚焦在科學上的任務。NASA的艾姆斯研究中心是這個任務的主管機關，提供主要的研究人員並負責地面系統的開發、任務的執行和科學資料的分析。克卜勒任務進度的處理是由噴射推進實驗室執行，貝爾太空科技公司負責克卜勒任務飛行系統的開發。
克卜勒太空船於美東時間2009年3月6日22時49分57秒從美國佛羅里達州的卡纳维拉尔角空军基地發射，已确认了130多个系外行星和发现了超过2700颗候选行星。
2013年5月15日，克卜勒太空望遠鏡由於反應輪故障，無法設定望遠鏡方向，因此被迫停止其搜尋系外行星任務。同年8月15日，NASA宣布放棄兩個故障的反應輪，以替代計畫使用剩下兩個正常的反應輪重新開始工作。
2018年10月中旬，克卜勒太空望遠鏡飛行燃料已出現燃料即將用罄訊號，正式進入退役倒數階段，科學家們正盡力將所有數據回傳地球。至10月30日，其燃料已完全耗盡，無法再受指令控制。後續任務已由同年4月成功發射升空的「凌日系外行星巡天衛星（TESS）」接手。

## 目標和方法

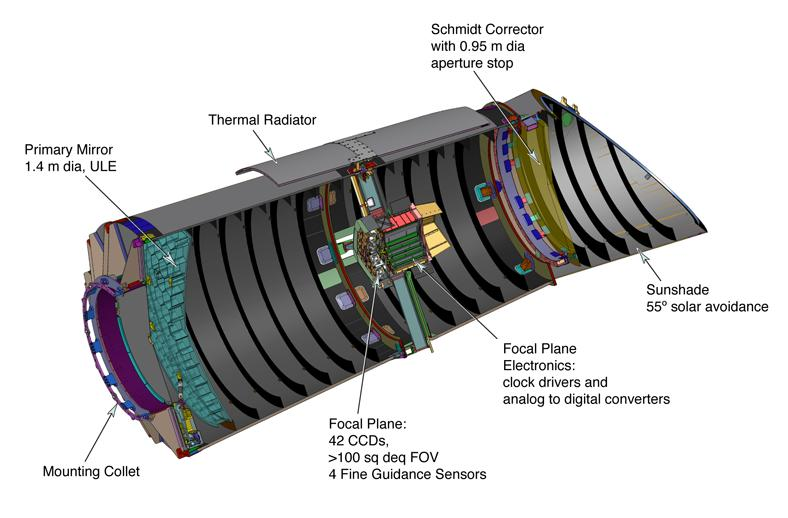
克卜勒望遠鏡的構造

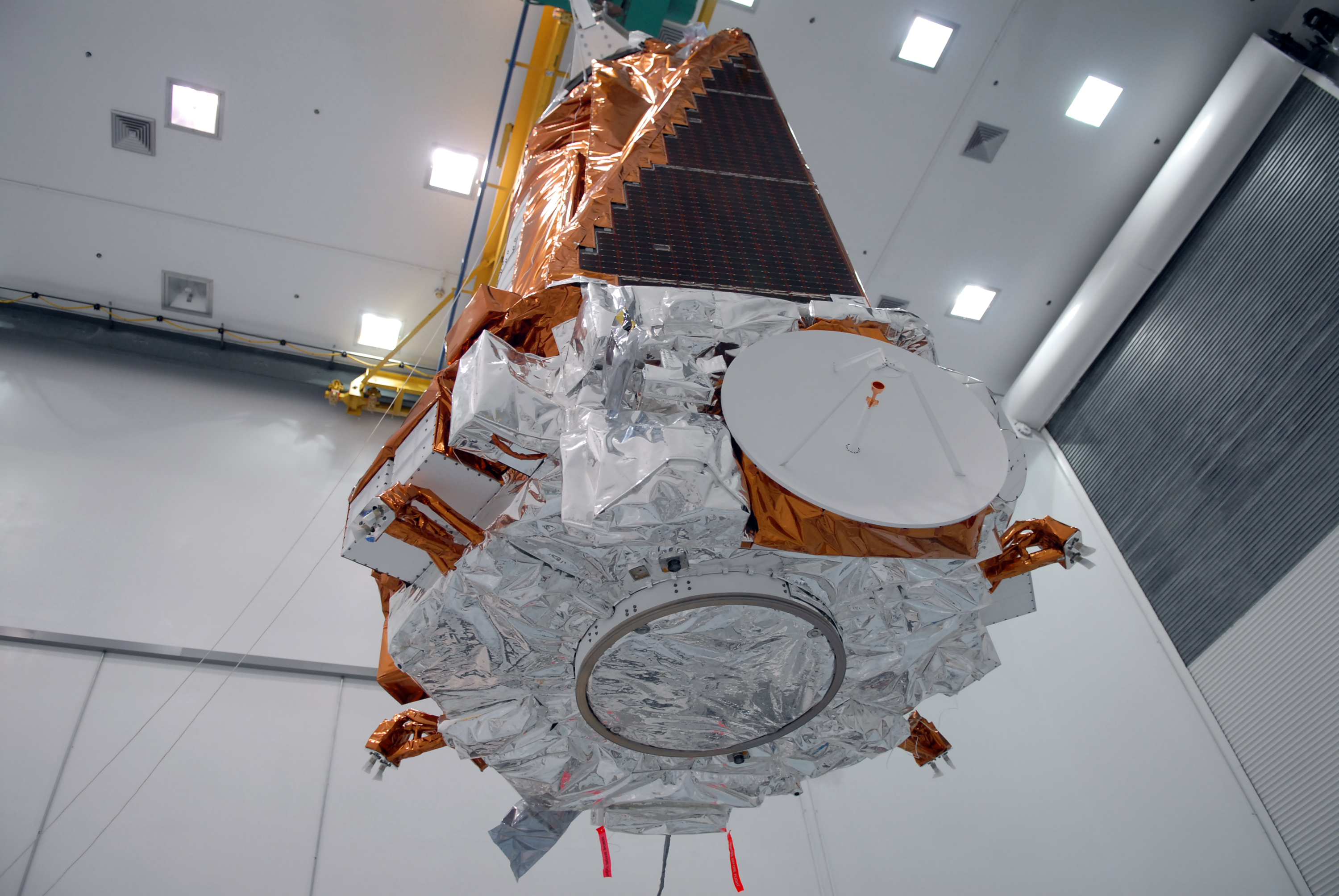
從下方觀看克卜勒望遠鏡

克卜勒任務的科學目標是探索各種不同行星系的構造，通過勘測大量的恆星樣本達到幾個目標：
- 對各種不同光譜類型的恆星進行廣泛的觀測，以確定有多少類似地球的行星或大行星存在或鄰近適居帶（也稱為「古迪洛克行星」）[12]。
- 測量這些行星軌道的大小和形狀的範圍。
- 估計有多少的行星存在於多星系統中。
- 測量短周期巨大行星的亮度、大小、質量、密度和軌道的大小。
- 使用其他的技術來辨認每個被發現的行星系統和它們的其他成員。
- 確定這些擁有行星的恆星的特性。

利用其他方法檢測到的系外行星絕大多數都是大行星，它們都像木星或者更大。克卜勒是設計來發現只有這種質量的30至600分之一的行星，也就是類似地球這樣大小的行星。使用的方法是凌日法，需要重複的觀察到行星從恆星前方掠過的凌日現象，如果是地球大小的行星將會造成恆星的視星等降低0.01%的數量級。亮度減少的程度可以用來推測行星的質量，而由兩次凌日的時間間隔可以推測行星軌道的大小和估計它的溫度。
行星軌道能否橫越過恆星的前方，其機率與沿著視線方向的軌道的直徑和恆星的直徑有關。像地球這樣大小的行星，在1天文單位的距離外橫越過像太陽這樣大小恆星的機率是0.465%，或是215分之1；但在0.72天文單位（金星的軌道距離）機率就增加為0.65%；如果恆星是後期G型的恆星，例如鯨魚座τ，這樣的行星將會是類地行星。另一方面，因為在同一個系統內的行星傾向於在相似的平面上運行，因此發現多顆行星繞行同一顆恆星的機率也會較高。例如，一個外星人運用像克卜勒這樣的系統來觀察地球凌日的現象，他有12%機率也會看見金星凌日。
克卜勒任務發現類地行星的機率遠高於哈伯太空望遠鏡，不僅是它有遠大得多的視野（大約10平方度），並且還能檢測行星凌星的現象。相反的，哈伯太空望遠鏡是有能力的，但其預設的使用目的是用來解決較大的問題，而且不會花費大量時間關注同一個星野範圍。克卜勒的任務在設計上要能同時觀察十萬顆的恆星，並且每30分鐘測量一次它們的亮度變化，這使他很好的機會可以觀察到凌日的現象。另一方面，對太陽大小的恆星有215分之一的機率，意味著在十萬顆之中100%可以檢測到，而且像地球這樣的行星，克卜勒可以達465顆之多。這個任務非常確定是很適合發現繞著其他恆星而像地球一樣大小的行星。
由於光度減弱的非常少，因此克卜勒必須至少連續觀察到3次的行星凌星造成的現象才能確定；因為大的行星造成的信號比較容易檢測出來，因此科學家預期克卜勒最先發現的應該會是如同木星或是更大的行星，而且這樣的報告可能只需要幾個月就會獲得。較小的行星，和更遠的行星要花較多的時間，預期要找到像地球這樣的行星需要三年或更長的時間。
來自這個任務的數據也能用來研究星震造成的各種不同型式的變星，特別是顯示出類太陽震盪的。

## 狀況

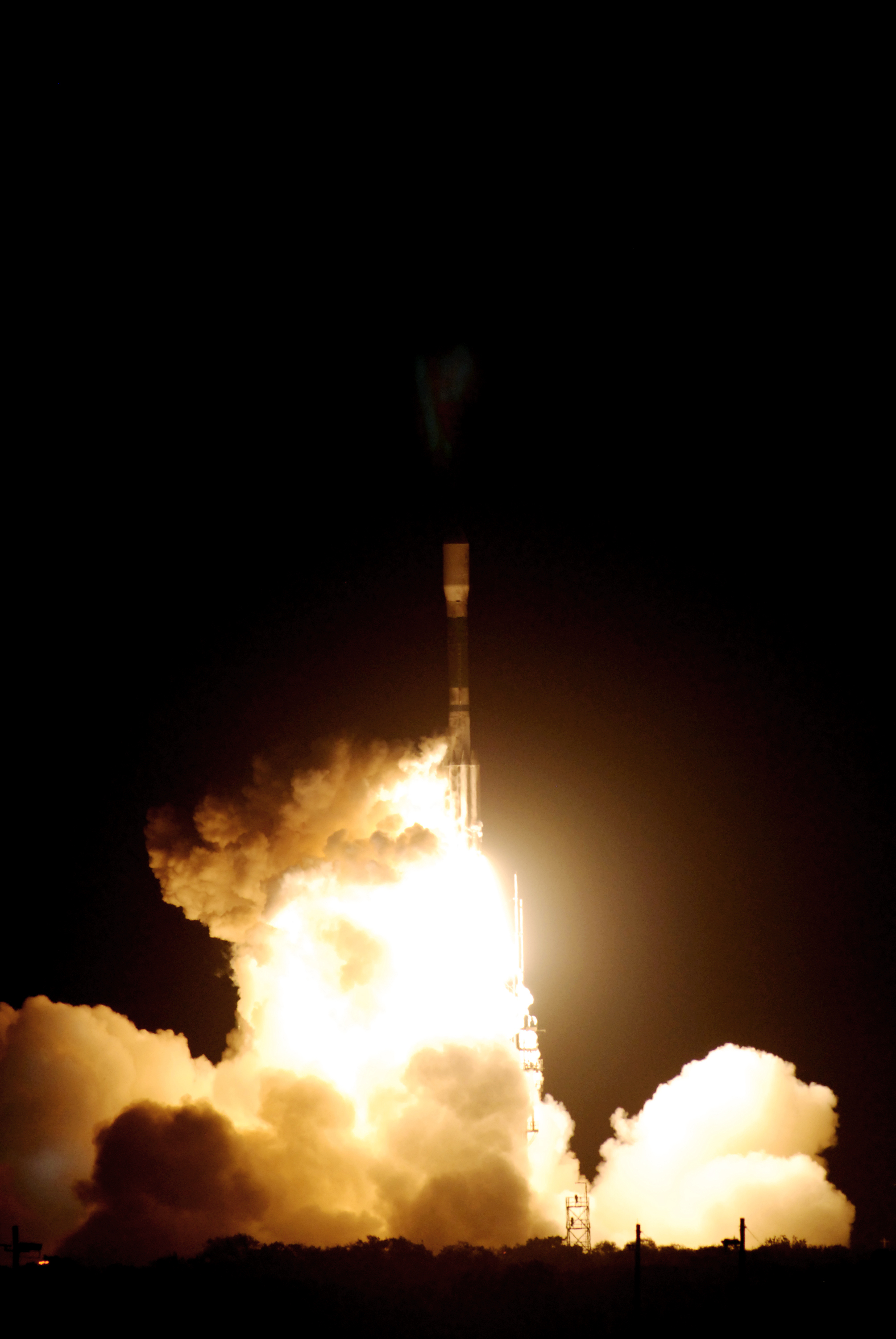
2009年3月6日發射的克卜勒任務。

在2006年1月，由於預算的削減和NASA內部的整合，這個項目被延遲了8個月的時間。在2006年3月，又由於財政上的問題再被延遲了4個月。在這段時間，高增益天線從使用萬向接頭的平衡架被換成固定在太空船上的框架，減少了費用和複雜性，每個月可以省下一天的觀測成本費用。
太空船在2009年3月7日03:49:57UTC（美東標準時間3月6日10:49:57）由三角洲二號運載火箭從佛羅里達的卡納維爾角空軍基地發射升空。這次的發射完全成功，在04:55 UTC完成發射的3個階段，太空船在進行科學觀測之前大約將花費60天的時間進行測試和校準。
目前它傳送回來的讀數都很良好，光度計的校準工作也已經開始。望遠鏡的遮蔽物在4月7日已經移除，首拍的影像在第二天傳送下來。

## 任務詳情

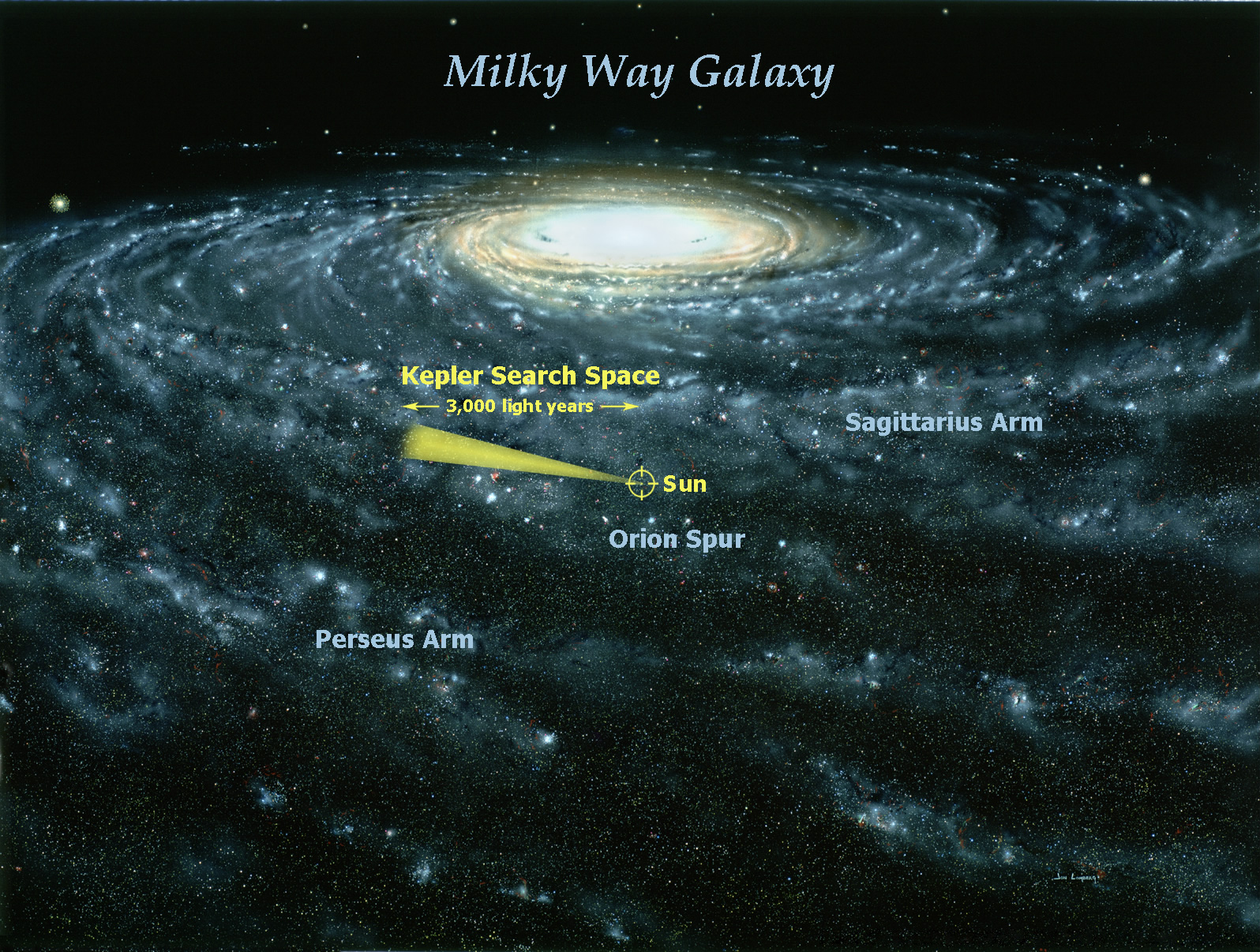
克卜勒任務在尋找銀河系的來龍去脈

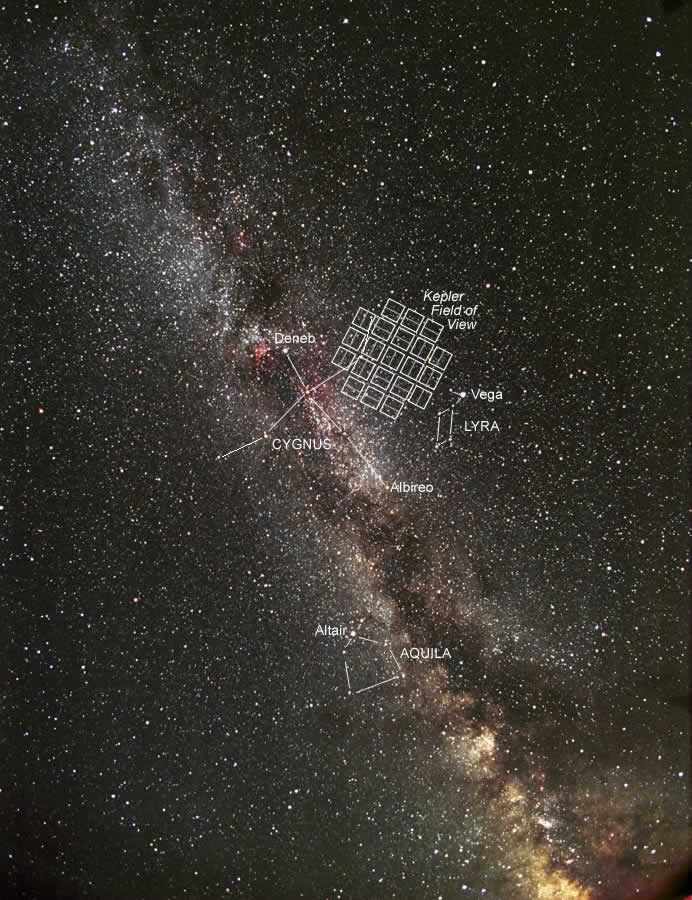
光度計在天鵝座和天琴座內觀測的視場。

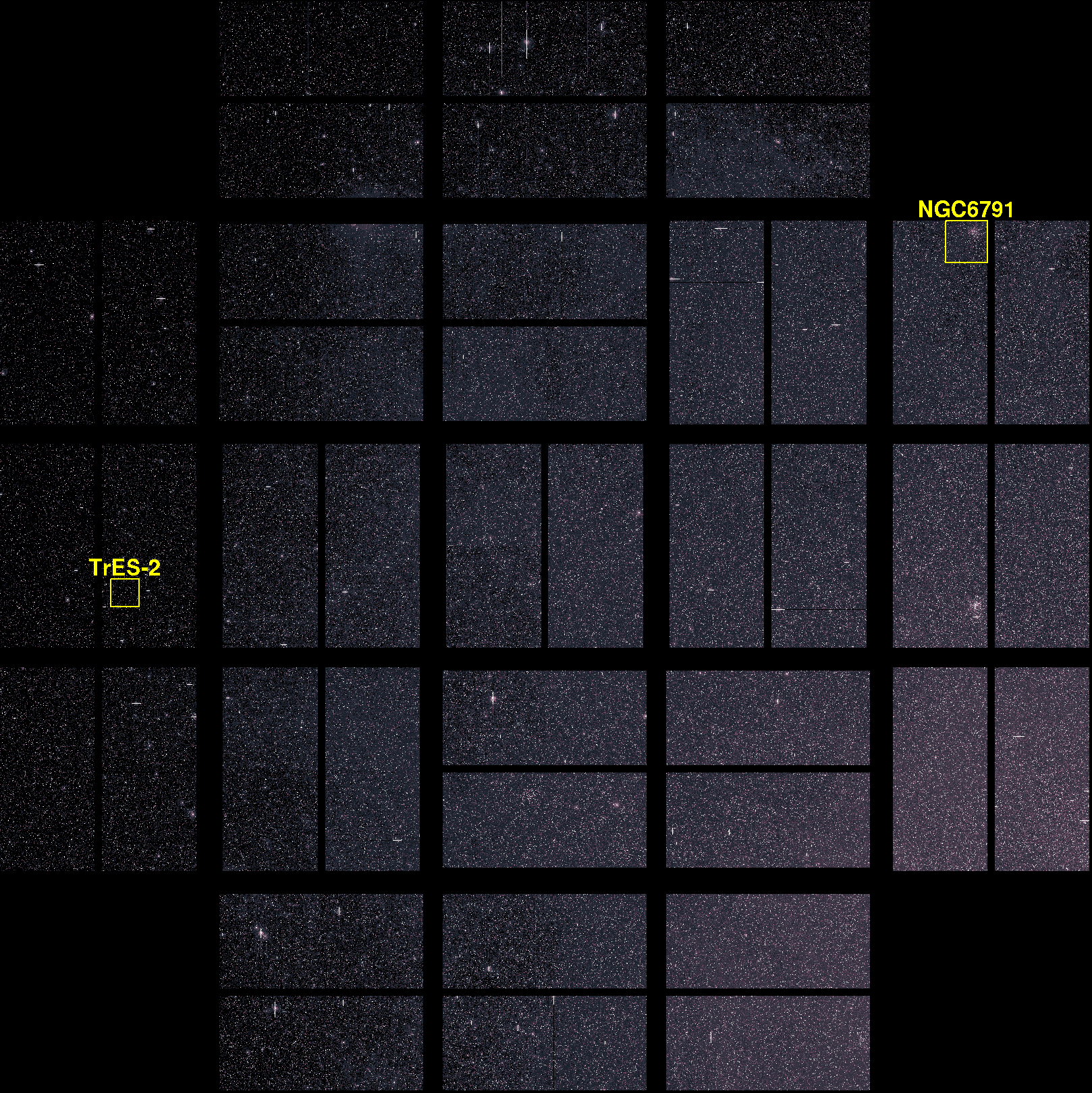
克卜勒首拍影像所調查的區域。

克卜勒不在環繞地球的軌道上，而是在尾隨地球的太陽軌道上，所以不會被地球遮蔽而能持續的觀測，光度計也不會受到來自地球的漫射光線影響。這樣的軌道避免了重力攝動和在地球的軌道上固有扭矩，可以有一個更加穩定的觀測平台。光度計指向天鵝座和天琴座所在的領域，遠離了黃道平面，所以在繞行太陽的軌道上，陽光也不會滲漏入光度計內。天鵝座也不會被古柏帶或小行星帶的天體遮蔽到，所以在觀測上是一個很好的選擇。
這樣選擇的另一個好處是克卜勒所指向的方向是太陽系繞著銀河系運動的中心，因此克卜勒所觀察到的恆星與銀河中心的距離大致上與太陽系是相同的，並且也都靠近銀河的盤面。這是個很重要的事實，如果星系也有適居帶的位置，就如同建議的地球殊異假說。
估計太空船的質量是1039公斤，口徑是0.95米，主鏡（在地球軌道之外最大的鏡片）1.4米，視野（FOV）有105 deg²（大約12度的直徑），大約是胳膊伸直時一個拳頭遮蔽的視野。光度計有一個柔軟的焦點提供良好的光度測量，而不是清晰的圖像。結合的光度差異精確性（CDPP，combined differential photometric precision），對一顆m（V）=12類似太陽的恆星，進行6.5小時的影像綜合是20ppm，已包括恆星本身預期可能的
10ppm光度變化。而一顆類似地球的行星凌星造成的光度變化是84ppm，而且軌道經過恆星中心時至少將持續13小時。焦平面由42個1024 X 2200的CCD組成，每個畫素的大小是27微米，是發射至太空中最大的照相機。這個陣列由一條連結到外面的熱導管來冷卻。CCD每3秒中讀出一次資料，並且可以暫留15分鐘，只有對應到有興趣目標恆星畫素的資料才會被保存，並透過遙測傳回到地面。這個任務在生命週期中，包括持3.5年的運作，估計要花費6億美金。

## 任務的運作

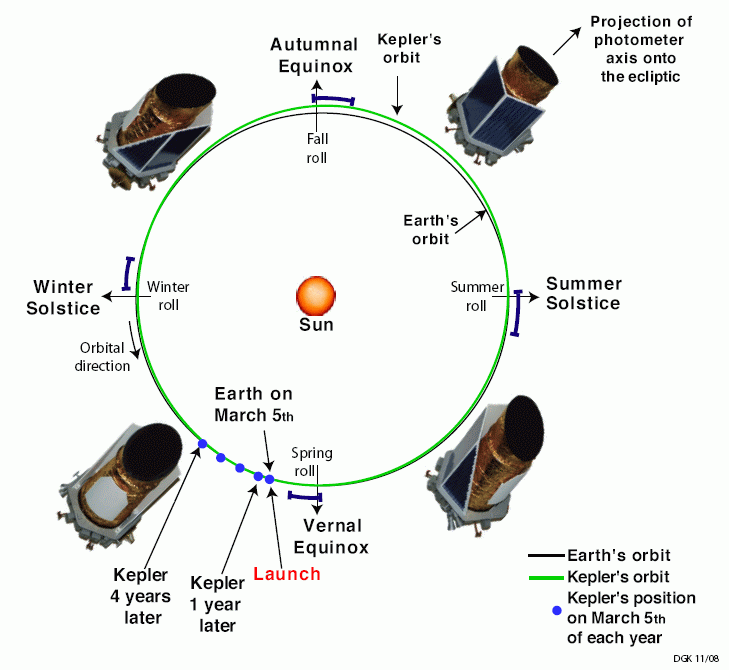
克卜勒的軌道–會在分至點調整太陽陣列。

克卜勒任務由外面位於科羅拉多州波爾德市的大氣和太空物理實驗室（LASP）負責運作。太陽陣列在每年位於分至點時會轉動至正對著太陽的方向，這些轉動將用來優化照射到陣列上的陽光，並使熱輻射器保持指向深太空的方向。同時，LASP和貝爾太空科技公司（該公司負責建造太空船和儀器）從位於科羅拉多州波爾德市的科羅拉多大學的控制中心進行操作。LASP進行基本的任務計畫和科學資料最初的收集和分發工作。
NASA每星期兩次透過X-波段的通信線路與太空船聯繫，下達指令和進行狀態更新，每個月一次使用Ka帶下載科學性的數據，傳輸的最大速率是4.33Mb/s。克卜勒太空船在船上會自己進行部分的資料分析，只在必要時才會傳送科學性的數據，以保持帶寬。
在任務期間由LASP收集的遙測科學資料會被送至位於馬里蘭州巴爾的摩約翰霍普金斯大學校園內的太空望遠鏡科學研究所克卜勒數據管理中心（DMC）。這些遙測科學資料會被解碼並且處理成未校正的FITS－ 並由DMC格式化成科學數據產品，然後通過在NASA的艾美斯研究中心的科學操作中心（SOC）進行校正和最後的處理。SOC將送回校正和處理好的數據產品和科學結果給DMC做長期的歸檔和經由在STScl的多任務檔案（MAST）分送給世界各地的天文學家。

## 成果

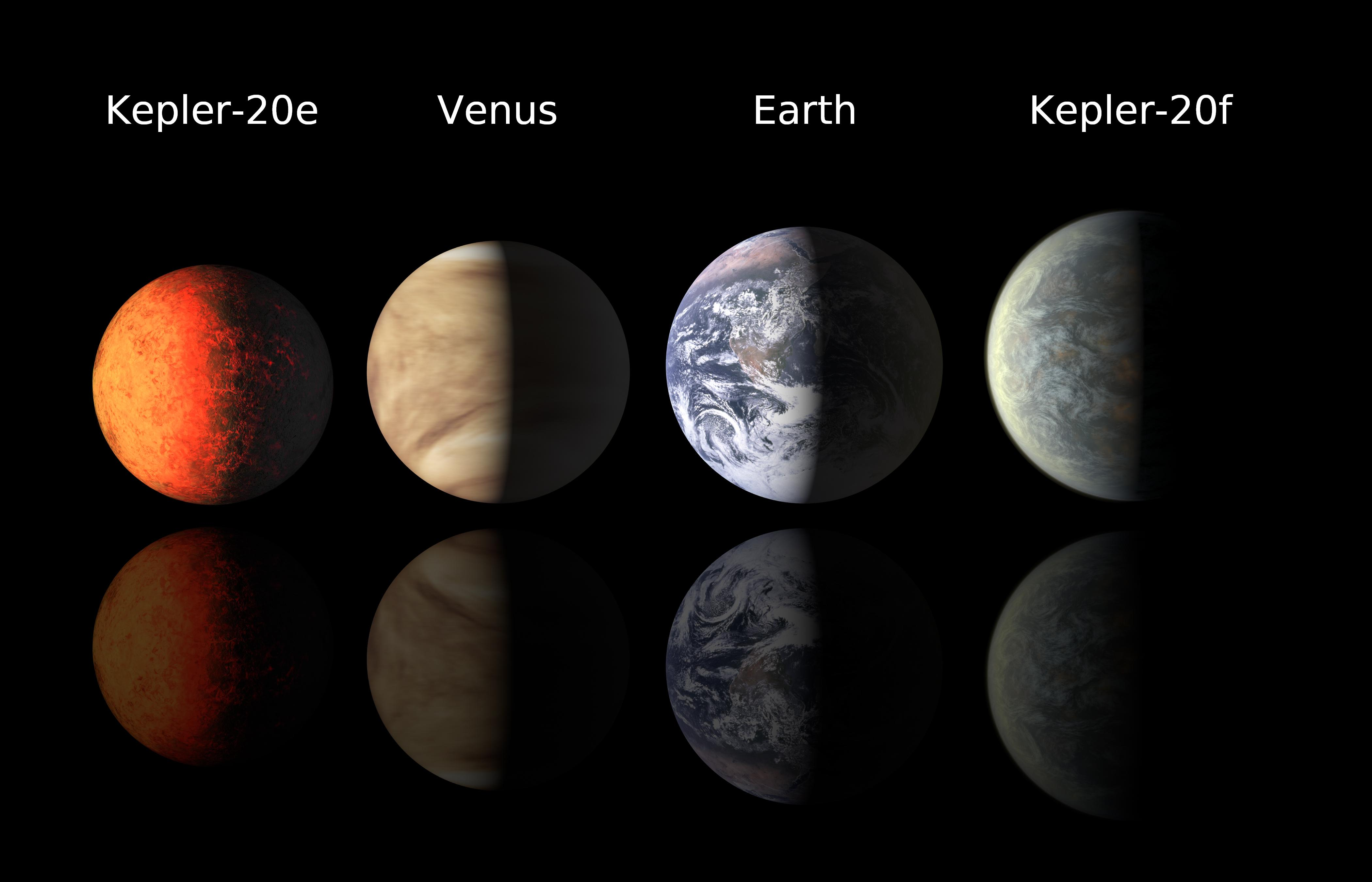
克卜勒20e、克卜勒20f和地球、金星的比較

克卜勒太空望遠鏡於2010年4月1日宣布的第一個主要研究結果。正如天文學家預期，最初發現的行星都是短週期行星。隨著任務持續繼續，更多長週期行星候選逐漸被發現。2011年12月，總共有2,326顆候選行星被發現。其中207顆與地球大小相似、680顆是超級地球、1181顆為海王星大小、203顆為木星的大小、55顆則比木星更大。此外，48顆候選行星被發現位於可居住區。克卜勒太空望遠鏡團隊估計，大約有5.4％的恆星擁有地球大小的行星候選，而17％的恆星則有多顆行星。
2011年12月，兩顆候選行星克卜勒20e與克卜勒20f被證實環繞類太陽的恆星克卜勒20。

### 2013年
依據加州理工學院的天文學家在2013年元月發表的一項研究成果，銀河系擁有1000億至4000億顆行星，即每一顆恆星至少擁有1顆系外行星。此一研究結果是基於對克卜勒-32恆星的行星系統，認為銀河系中的恆星有行星環繞是很普遍的。在2013年1月7日，他們宣布又發現461顆系外行星候選者。克卜勒觀測得越久，它可以檢測出週期更長與更多的行星。
自從2012年2月釋出克卜勒星表以來，克卜勒發現的行星候選者已經增加了20%，總數已經達到2,740顆，環繞在2036顆恆星的周圍。——NASA
在2013年宣布的新候選者，KOI-172.02是一顆在適居帶環繞著與太陽相似恆星的类地行星，是可能存在著外星生命的「主要候選者」。

### 2014年
2014年2月13日，科學家宣佈發現數百個可能為行星的天體，其中有幾個大小與地球相約，且位於適居帶中。
2月26日，科學家宣佈從克卜勒數據中，證實了715顆新的系外行星。發現所運用的新方法稱為「多重性確認」，即從過去在聚星系統周圍發現的行星的確認率進行推算。這種方法用在多行星系統上，可以大大加快多個新行星的確認過程。發現的新行星中，95%比海王星小，其中包括克卜勒-296f在內的4顆行星，大小低於地球的2.5倍，而且位於適居帶中，即其表面溫度適宜液態水的存在。
克卜勒所得出的數據也有助超新星的觀測和研究。由於它採集數據的頻率為每半小時一次，所以對於監視這種短期天文事件極為有用。
2014年12月18日，美國太空總署宣佈K2階段任務發現了首顆系外行星：一個編號為HIP 116454 b的超級地球。研究團隊在為展開K2任務做準備的工程數據中，發現了這顆行星的標記。由於只探測到一次凌日事件，所以須作出進一步的徑向速度測量。

### 2015年

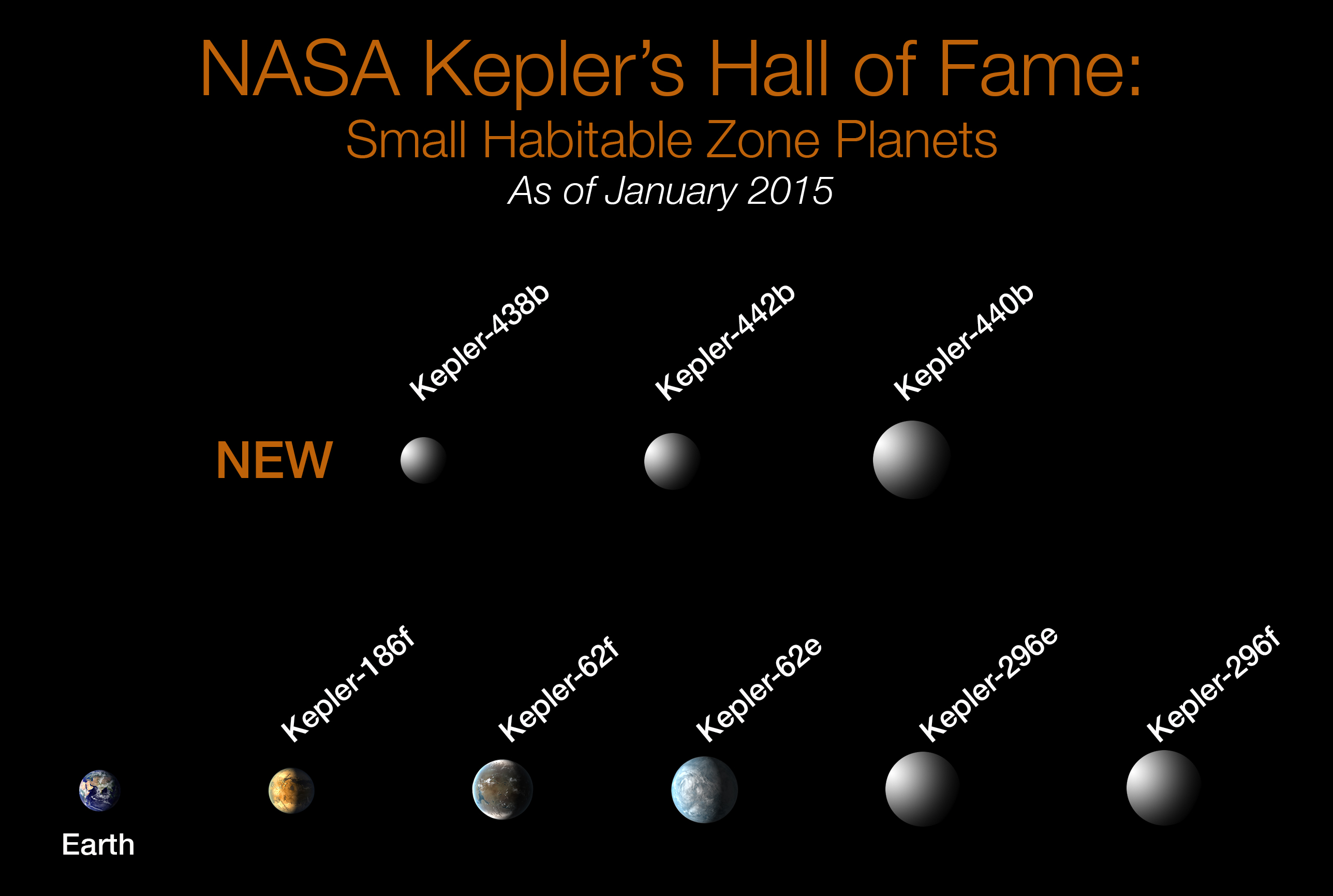
如圖所示，處於適居帶、與地球尺寸相近的系外行星已確認有8個。

2015年1月6日，克卜勒太空望遠鏡團隊宣布，確認系外行星已超過1000個；其中，最新發現的三個行星，克卜勒438b、克卜勒442b與克卜勒440b，分別處於它們各自太陽的適居帶；在這三個新行星裏，有兩個可能是由岩石構成。
1月27日，英國伯明罕大學研究團隊發佈，從分析克卜勒太空望遠鏡數據，發現最古老的行星系，至少有5顆太陽系外行星圍繞著年齡為112億歲的恆星克卜勒444運轉。
7月23日，NASA宣布发现系外行星开普勒-452b，其距离地球1400光年。开普勒-452b围绕其恒星开普勒-452公转，距离主星位置适合液态水的存在。开普勒-452b的体积比地球大60%，有较大可能为岩石星球。它距离其主星恒星的距离，和地球和太阳之间的距离相似，这颗恒星本身距离地球430秒差距，在天鹅座。它比太阳稍亮，年龄较太阳大15亿年。
9月14日，天文學家分析克卜勒太空望遠鏡數據後，發現F-型主序星KIC 8462852亮度有異常起伏。天文學家試圖用一些假說來解釋這種異常的亮度變化，例如彗星雲氣、小行星帶、外星智慧生命存在的跡象等。

### 2016年
2016年5月10日，NASA宣布克卜勒太空望遠鏡已經發現1,284顆新行星。根據大小推測，約有550顆可能是岩石行星，其中九顆位於行星適居區：
- 克卜勒1638b
- 克卜勒1606b
- 克卜勒1544b
- 克卜勒1410b
- 克卜勒1455b
- 克卜勒560b
- 克卜勒705b
- 克卜勒1593b
- 克卜勒1229b

截至2018年，天文學家發現超過18,000顆系外行星候選者，大約3,800顆已被確認，2,325顆由克卜勒太空望遠鏡所發現。

## 外部連結

各光学望远镜主镜尺寸比较

- Kepler Mission website on www.nasa.gov（页面存档备份，存于）
- Kepler Mission Profileby NASA's Solar System Exploration（页面存档备份，存于）
- Kepler Asteroseismic Science Consortium (KASC)